# ダヴィド・ベイカ
ダヴィド・サムエレヴィチ（サムイロヴィチ）・ベイカ（ロシア語: Давид Самуэлевич (Самуилович) Бейка、1885年8月30日 - 1946年2月7日〈または2月6日〉）、民族名ダーヴィツ・ベイカ（ラトビア語: Dāvids Beika）は、ラトビア人のボリシェヴィキ。別名G・ベルナルツ (G. Bernards)。

## 生涯
1885年8月30日（ユリウス暦18日）、ロシア帝国クールリャント県アヌテレスの労働者階級に生まれた。ドブレン教区学校を卒業し、1920年にリガのニコライ中等学校に独学で合格した。翌1903年からラトビア社会民主労働党党員となり、1905年までドブレンで教師として働いていたが、ロシア第一革命の間はドブレン郡とトゥックム郡で「森の兄弟」(ru) に加わった。
1907年からアメリカ合衆国に亡命し、現地でもラトビア人社会民主主義組織を指導。1917年に帰還し、同年8月にリガ労組中央局議長に就いた。同年には「ラトビア社会民主主義」第5回大会およびロシア社会民主労働党（ボリシェヴィキ）第6回大会にも出席し、翌1918年4月12日から1920年1月13日までラトビア社会主義ソビエト共和国産業委員を務めた。1919年にはラトビア中央執行委員会幹部会メンバー、ロシア共産党（ボリシェヴィキ）第8回大会ラトビア社会民主主義第6回大会および全ラトビア・ソビエト大会出席者、同年6月3日から1923年までラトビア共産党中央委メンバーとなり、1920年1月から党国外局メンバー、同年3月から国外局副局長を歴任。ラトビア赤色軽歩兵隊を指導し、コミンテルンの創設にも関わり、1920年10月からコミンテルン・ラトビア党書記となった。同年から翌1921年まではコミンテルン執行委監督および国際連絡部部長を務める。コミンテルン第2回および第3回大会 (ru) にも出席している。
ロシア社会主義連邦ソビエト共和国スモレンスク県で1922年から翌1923年までロシア共産党ヴャジマ郡 (ru) 委責任書記、同年から翌1924年までヤールツェヴォ郡委責任書記を務め、同年2月から1926年5月29日まで党スモレンスク県委責任書記を務める。同年7月から翌1927年5月まで党アルハンゲリスク県委責任書記、同年から1932年まで全ロシア生産者協同組合中央委議長を務め、同年から1935年までソビエト連邦重工業人民委員部 (ru) で働いた。1936年から翌1937年までは内戦下のスペインで国際旅団委員を務め、同年から翌1938年まではアメリカ合衆国でコミンテルンの活動に従事した。
第13回から第16回までの全連邦共産党大会にも出席したが、1938年4月20日にモスクワで逮捕され、翌1939年4月22日に反革命活動の容疑により懲役20年および権利剥奪5年の有罪判決を受けた。その後、1946年2月7日（または2月6日）にコミ自治共和国の収容所で死去した。その後、ベイカは1956年2月22日に名誉回復がなされた。